# Lake-Torrens-Nationalpark
Der Lake-Torrens-Nationalpark ist ein Nationalpark im Zentrum des australischen Bundesstaates South Australia, 345 km nördlich von Adelaide, etwa 180 km nördlich von Port Augusta und rund 65 km westlich von Leigh Creek. Der Nationalpark umfasst den Lake Torrens, den zweitgrößten Salzsee Australiens.

## Geologie und Landesnatur
Der Lake Torrens mit 5.700 km² Fläche ist ein abflussloser Salzsee im selben Grabenbruch wie der Spencer-Golf im Süden. Üblicherweise ist der See nur eine trockene Salzfläche. In den letzten 150 Jahren war er nur einmal mit Wasser gefüllt.

## Entdeckung
Der Salzsee wurde 1839 von Edward John Eyre entdeckt, der ihn für den westlichen Teil einer riesigen, hufeisenförmigen Salzpfanne hielt, die die Flinderskette im Norden umschloss und jeden Zugang unmöglich machte. Erst fast 20 Jahre später, im März 1858, erreichte A. C. Gergory die Flinderskette von Norden und später im selben Jahr zog eine von Benjamin H. Babbage und Peter Warburton geführte Expedition von Nordwesten (bei der heutigen Stadt Marree) in das Gebirge. Eyres „Hufeisensee“ bestand tatsächlich aus dem Lake Frome, dem Lake Callabonna, dem Lake Blanche, dem Lake Gregory, dem Lake Eyre South und dem Lake Torrens.

## Zufahrt
Die Zufahrt zum See ist nur mit besonderer behördlicher Genehmigung möglich. Der beste Möglichkeit besteht von Westen über Roxby Downs und Andamooka, wo sich Opalfelder befinden. Andamooka ist auch von Leigh Creek über Lyndhurst, Farina Ruins und Mulgaria Station von Nordosten aus zu erreichen.